# ホラチウ・ラドゥレスク
ホラチウ・ラドゥレスク（ルーマニア語: Horaţiu Rădulescu、1942年1月7日 - 2008年9月25日）は、ルーマニア生まれフランス・スイス在住であった現代音楽の作曲家。

## 来歴
1942年、ブカレスト生まれ。母国ルーマニアでステファン・ニクレスクに師事し、ブカレスト音楽院で修士号を得た。癌で闘病生活中であった2008年にパリで客死。1980年代から頻繁に海外で教え、彼の弟子にはエリック・タンギーが含まれる。

## 作風

### 創作理念

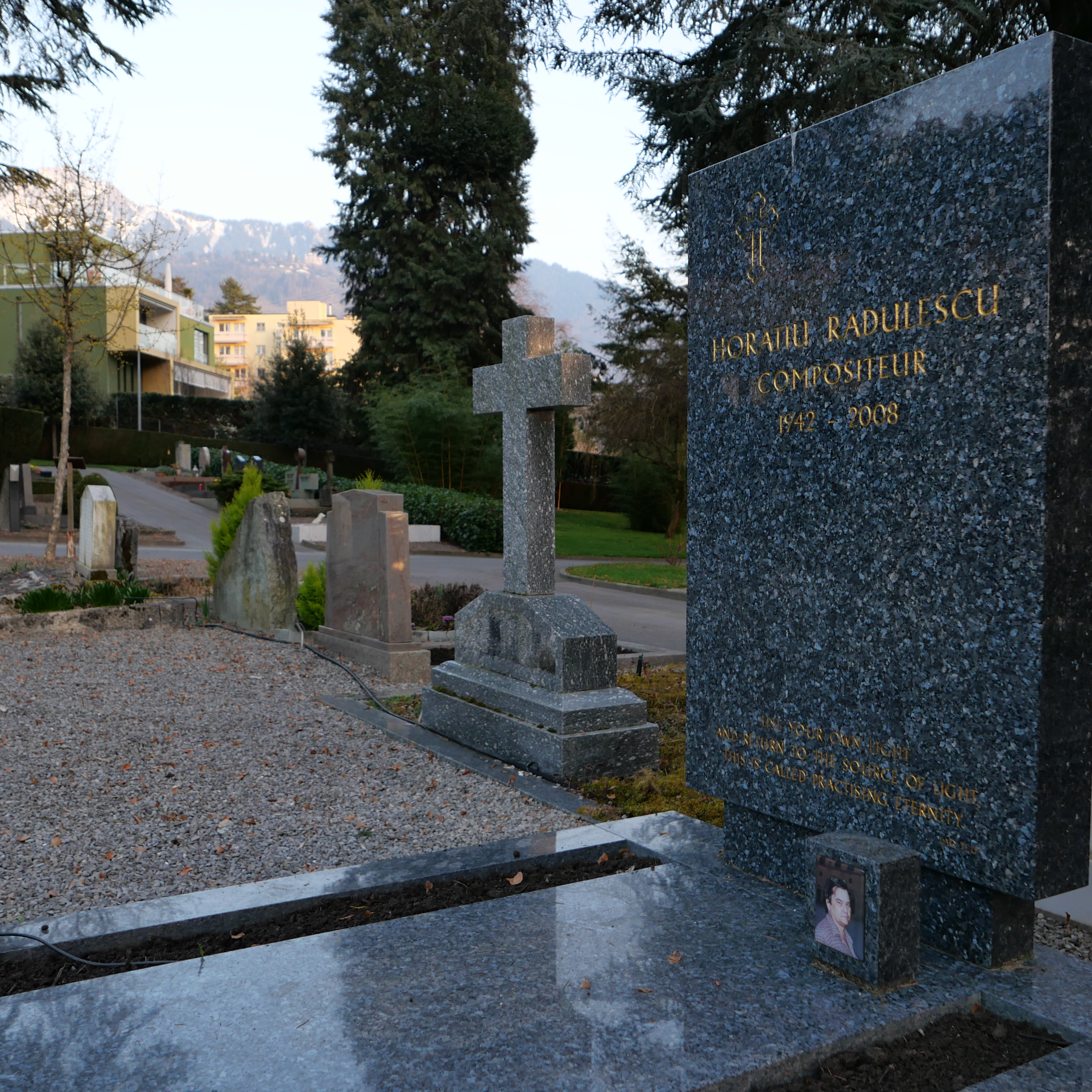
クラレンス・モントルーの墓地にある彼の墓。

作品リスト開始直後の「ピアノソナタ第1番（奈落へのゆりかご）作品6」ですでに等拍リズムを採用し、聞きにくい共鳴の和音を使うなどの個性は後年の作風にも共通するものの、本格的な作風の開花はダルムシュタット夏期講習会への参加の後、その地でカールハインツ・シュトックハウゼンの「シュティムング」を聞き衝撃を受けてからになる。高次倍音の揺らめきに興味を覚えた彼は「チェロアンサンブルのためのクレド 作品9」で現実にはない「擬似基音」から第四十倍音までを算出してチェロの高音域に漂わせて、最初期の個性を確立した。
その後もピアノの変則調弦や極端な特殊奏法の連続で微視的な音響を追求した。9つの弦楽四重奏のために書かれた「弦楽四重奏曲第4番 作品33」では、フィボナッチ数列比をオクターブに厳格に適用して単純な四分音とは全く異なった微分音を探ってゆく。音程にのみではなく、リズム、楽器法や全体構成にまでフィボナッチ比が完璧に及んでいるために、素材全体が比率で締め付けられている印象も高い。一方で、チェロ独奏のための「ほかの 作品49」では、一切の難解な操作を排して高次倍音を生のままで聞かせる。倍音のみでアラビア語圏やインドのような歌謡性を提示する辺りに、非西洋文化への偏愛が読み取れる。
ラドゥレスクの個人語法は「情事 作品43」にて比類ない水準で完成した。40分以上の切れ目ない持続の中で、同じ音色や楽器法の組み合わせが重複されることなく、万華鏡のように倍音成分が次々と入れ替わる技法は、本作品以降も継続する。
クラリネット重奏のための「主観的時間 作品42」ではクラリネットのパートはほぼ単一の音名にセント単位の微分音が細かくまとわりつくさまを正確に記譜しており、聞き込むうちにクラリネット特有の倍音構成から耳障りな差音が聞こえてくる。この耳障りなノイズも前衛の世代のようにストレートに輩出するのではなく、理論的算出から自然と聞こえてくるのを好んでいる。フルート・オーケストラやサックス・オーケストラのための作品でも通常とは違う微分音の追求は変わらなかった。この点に、師のニクレスクのように四分音にこだわり続ける態度とは差異が見られる。オーボエ・ダモーレとピアノのための「アニマエ・モルテ・カレント 作品85」では「運指で八分音、アンブシュアが八段階なのだから、理論的には64分の1音が可能だろう」という極論に至っており、ほとんど知覚できないくらいのセント比をうろつくオーボエに変則調弦のピアノが絡む。
これらの創作姿勢をオリヴィエ・メシアンは絶賛し、それがきっかけで長らくフランスに留まって仕事をしていた。1980年代にはグランドピアノを横に倒して様々な角度から引っかいたピアノの弦の音色をマイクでピックアップして生楽器に混ぜる「サウンド・イコン」を考案した。「アンゴロ・ディヴィノ 作品87」はおそらく彼の理論的追求の最も深い部分を味わうことができる秀作である。電子メディアを用いる際にも、必ず生楽器をなんらかの形で増幅するなど、晩年のルイジ・ノーノのようにピュアな電子音は一切使われることはない。現代音楽の流行を追うのではなく、古代音楽の理論を探っていくかのような探求が新しい音響につながる音楽は世界でもほとんど例を見ない。
「サウンド・プラズマ～未来からの兆しの音楽～」は自身の作曲理論書としてエディション・モデルンより出版されていたが、正規のテクストの上に本人の鉛筆の落書きがあるなど、単純な読み物としても楽しめる構成になっており、話題に事欠かなかった。

### 12平均律のグランドピアノへのアプローチ
ラドゥレスクの行ってきた実験は管楽器や弦楽器には適しているが、ピアノなどの鍵盤楽器には適用が難しかった。だが、「クリステ・エレイゾン 作品69」などのオルガン曲での試行を経ている過程で、生涯の片腕となるオルトウィン・シュトゥーマーと出会った。彼の音色を最深まで聞き届ける演奏に感激したラドゥレスクは1990年代に微視的一辺倒であった創作を転向して、はるかに平易なイディオムの積み重ねによる3曲のピアノソナタを「老子ソナタ」として完成させた。
ここでのラドゥレスクについては「ついに彼も調性の軍門に下った」という厳しい評価もなされているが、美学上は以前の作品となんら変わりはなく5拍子の連続、延々と連打される低音、複雑な共鳴構成などは依然健在である。ラドゥレスクもラ・モンテ・ヤングと同じくスタインウェイを嫌い、可能な限りベーゼンドルファーを使用するように要求している。執拗な連打音はなにもラドゥレスクだけではなく、フランギス・ミロリオやコスチン・ミレアヌなどの東欧の作曲家と変わらないが、かつてのヴィオラ作品と同じようにフィボナッチ比のみで連打音を数え続ける芸風は維持していた。ルーマニアの民謡が採譜された旋律を生のままで使うという態度も初めて聞かれるようになったが、最初に提示した10-20くらいの民謡を細かくグループ化してクライマックスで同時に重ねるなどの緻密な操作からは、叙情や耽美はそれほど感じられない。この時期から題名に直に引用するほど東洋思想への傾倒が顕著となり、ビザンツからインド、そして中国へ興味の対象が移り変わるのを正しい歩みと信じて疑わなかった。
「ピアノ協奏曲 作品90」はラドゥレスクが最も影響を受けた作品と併演する形で、ドイツで初演された。アルノルト・シェーンベルクの「5つの管弦楽曲」、敬愛したオリヴィエ・メシアンの「クロノクロミー」で前半をしめ、後半に自作のピアノ協奏曲をソリストにシュトゥーマーを配して聞かせた。これは音色とリズムを追求した彼の自叙伝のようなコンサート構成となった。ピアノパートはテクニック的には平易で名人芸が与えられておらず、もっぱら音色と和音を聞かせることに終始する。この作品もルーマニアの民謡をそのまま随所で用いているために聴覚的には解りやすい。しかし、第3楽章でPPPでファゴットがポリテンポを聞かせたり、ピアノソロの単音の上に聞きなれない弦楽器の倍音が霧のように浮かび上がる様は、ラドゥレスクのこれまでの創作姿勢そのものである。楽器法は常にフィボナッチ比で統括されるためにTUTTIは第4楽章の1回しかない。L.V.（音を響かせたまま）という指示が次のセクションの音響と絶妙に交じり合うのも確実に擬似基音上の部分音が計算された上で用いている。
なお、ピアノソナタとピアノ協奏曲は、全曲の録音がNEOSからリリース及び再リリースされている。

### 教育
ダルムシュタット夏期現代音楽講習会の講師の常連となる前年の1983年からシュトックハウゼンと同じく自分の音楽のための楽団「ルチェロ・アンサンブル」と出版社「ルチェロ・インターナショナル」を設立して、自作の正当な解釈がきわめて少数の演奏家に正確に届けられることを義務づけた。このため彼の楽譜代は10分程度の作品でも10000円を超えるなど破格の価格設定となり、挑戦する演奏家の偏りを招いている。常に自作の演奏に厳しく目を光らせており、「ルチェロ・インターナショナル・マスタークラス」では世界中から招待されたソリストが受講生へ正しい演奏法を伝授していた。
ヒリヤードアンサンブルとルチェロアンサンブルが初めて競演することとなった「灰の水曜日 作品108」においても、伝統的な典礼音楽と倍音作曲法とが一分の隙もなく調和し完成度は依然として高い。同傾向の作品を濫作するのを止めて、1年に1作か2作の割合で大規模作品を完成させる方針を採っていたため、スイスのモントルーからはほとんど外に出ることはなかった。晩年はアレクサンダー大王の生涯を語るオペラの作曲が中心となったが、完成できなかった。

## 主要作品
- Taaroa (1969) for orchestra
- Credo for 9 celli (1969)
- Flood for the Eternal's Origins (1970) for global sound sources
- Everlasting Longings (1972) for 24 strings
- in ko 'tro - Mioritic Space (1973) for 11 recitors, string orchestra, electronic and nature sound
- Capricorn's nostalgic crickets (1972/1980) for seven identical woodwinds
- Hierophany (1973) recitation in 42 languages with 42 children
- Wild Incantesimo (1978) for 9 orchestras, 162 players
- Lamento di Gesù (1973–75) for large orchestra and 7 psalteries
- A Doini (1974) for 17 players with sound icons (bowed vertical concert grand pianos spectrally retuned)
- Thirteen Dreams Ago (1978) for 11x3 strings –11 live with two pre-recordings (or 33 strings live)
- Doruind (1976) for 48 voices in 7 groups
- Do Emerge Ultimate Silence (1974/84) for 34 children's voices in groups with 34 spectrally tuned monochords
- Fourth String Quartet – "infinite to be cannot be infinite, infinite anti-be could be infinite" (1976–87) for 9 string quartets, i.e. 8 (spectral scordatura of 128 strings) around the audience and one in the center
- Outer Time (1980) for 23 flutes or 42 gongs or trio basso or two spectrally retuned grand pianos or 8 brass - 4 trumpets and 4 trombones
- Inner Time (1983) for solo clarinet; Inner Time II (1993) for 7 clarinets
- Iubiri (Amours) (1980/1) for 16 players & sound icons (if live, another 3 players)
- Clepsydra (1983) for 16 players with sound icons
- Das Andere (1983) for viola sola or cello solo or violin solo or double bass solo tuned in perfect fifths
- Astray (1983/84) for two duos: each of one player with 6 saxes & of one player with a sound icon - score on color slides
- Awakening infinity (1983) for large ensemble of 25 players
- Frenetico il longing di amare (1984) for bass voice, octobass flute, sound icon
- Dizzy Divinity I (1985) for (bass, alto or grand) flute
- Sensual Sky (1985) for ensemble: fl in G, cl., alto sax, trombone, sound icon, violin, viola, cello, double bass
- Intimate Rituals (1985) for 4 sound icons with or without other soloists
- "forefeeling" remembrances (1985) for 14 identical voices
- Christe Eleison (1986) for organ
- Mirabilia Mundi - music for the Speyer Basilica (1986) for 7 large groups - up to 88 players
- Byzantine Prayer (1988) for 40 flautists with 72 flutes
- Dr. Kai Hong's Diamond Mountain (1991) for 61 spectral gongs and soloists
- Second Piano Sonata - "being and non-being create each other" (1991)
- Animae morte carent (1992/95) for oboe d'amore and spectral piano
- Third Piano Sonata - "you will endure forever" (1992/99)
- Angolo Divino  (1993/94) for large orchestra
- Amen (1993/94) for organ
- Fifth String Quartet - "before the universe was born" (1990/95)
- Piano Concerto "The Quest" (1996)
- Sixth String Quartet "practicing eternity" (1992)
- Fourth Piano Sonata "like a well ... older than God"" (1993)
- Amor medicabilis nullis herbis (1996) for soprano, clarinet and violoncello
- lux animae for violoncello (1996) or viola (2000)
- l'exil interieur (1997) sonata for cello and piano
- Fifth Piano Sonata "settle your dust, this is the primal identity" (2003)
- Cinerum (2005) for four voices and ensemble with period instruments
- Sixth Piano Sonata "return to the source of light" (2007)

## 没後
現在は2008年当時ラドゥレスクの妻であったCatherine Marie Tunnellが全作品の版権管理を行っている。